# محمد عصام‌الدین
محمد عصام‌الدین (عربی: محمد عصام الدين؛ زادهٔ ۱ ژانویهٔ ۱۹۹۴) ورزشکار فوتبال اهل مصر است.
از باشگاه‌هایی که در آن بازی کرده‌است می‌توان به باشگاه ورزشی اسماعیلی اشاره کرد.
وی همچنین در تیم ملی فوتبال زیر بیست سال مصر بازی کرده‌است.